# E muet
E muet – samogłoska w języku francuskim zapisywana standardowo jako <e>, która w pewnych warunkach może być wymawiana jako dźwięk zwykle określany jako szwa /ə/, a w innych może nie być wymawiana wcale. Tym samym jej właściwości fonetyczne są zmienne i zależą od różnych czynników fonologicznych, morfologicznych, składniowych i stylistycznych.
Ogólnie rzecz biorąc, e muet wymawiane jest częściej w stylu formalnym i mowie powolnej, a rzadziej w stylu potocznym i mowie szybkiej. Z reguły samogłoskę tę wymawia się, gdy znajduje się ona w pierwszej sylabie grupy rytmicznej (ciągu wyrazów wypowiadanych bez pauz) oraz w pozycji po co najmniej dwóch wymawianych spółgłoskach. Zwykle natomiast nie jest wymawiana na końcu grupy rytmicznej oraz w pozycji po jednej wymawianej spółgłosce.
Istnieją ponadto pewne różnice w związku z regionalnymi odmianami języka francuskiego. W wielu odmianach e muet reprezentuje dźwięk tożsamy z głoską /œ/ lub /ø/. W niektórych jest głoską bardziej stabilną (wymawianą prawie zawsze), w innych – mniej.
Funkcjonuje kilka nazw tej samogłoski: e muet (e nieme), e instable (e niestabilne), e caduc (e wypadające), e féminin (e żeńskie), szwa (choć żaden z tych terminów nie oddaje precyzyjnie jej charakterystycznych cech). Zjawisko niewymawiania tej samogłoski bywa określane jako chute du /ə/ (wypadanie /ə/).

## Fonetyczna realizacja i ortografia
W standardowym języku francuskim, w przeciwieństwie np. do języka angielskiego, niemieckiego czy rosyjskiego, samogłoski na ogół nie ulegają redukcji, zachowują pełnię właściwości z wyjątkiem jednej szczególnej samogłoski – e muet.
W standardowej odmianie języka francuskiego istnieje silna tendencja do wymawiania e muet tak samo lub bardzo podobnie jak dwie przednie zaokrąglone samogłoski: /ø/ lub /œ/ (najczęściej /œ/). W badaniu z 1971 wielu paryskich nastolatków i niektórzy dorośli nie byli w stanie odróżnić par wyrażeń takich jak ample rang /ɑ̃.plə.ʁɑ̃/ i en pleurant /ɑ̃.plœ.ʁɑ̃/, elle se le demande /εl sə l dəmɑ̃d/ i elle seule demande /εl sœl dəmɑ̃d/, c’est comme je dis /sε kɔm ʒə di/ i c’est comme jeudi /sε kɔm ʒødi/. W innym badaniu z 1977 wykazano, że realizacja tej głoski różni się pomiędzy mówcami, ale zwłaszcza w Paryżu większość wymawia ją dokładnie tak samo jak /ø/ lub /œ/. Jednak e muet (które w pewnych okolicznościach jest wymawiane, w innych nie) dla odróżnienia od stałych samogłosek /œ/ i /ø/ w zapisie fonetycznym ma najczęściej symbol /ə/ (szwa). Również w dalszej części artykułu dla e muet stosowany będzie zapis /ə/ oraz nazwa szwa jako synonimiczna. E muet wymawiane jako właściwe /ə/ (a zatem jako głoska różna od /œ/ i /ø/) występuje przykładowo w kanadyjskim języku francuskim.
Na ogół jeśli szwa pojawia się na końcu wyrazu i jest wymawiane, to akcent nie pada na taką końcową sylabę, np. double /ˈdublə/ (w przypadku niewymawiania – /dubl/). Akcentowany jest jednak zaimek le w połączeniach z czasownikiem w trybie rozkazującym, gdzie końcowe <e>wymawiane jest zawsze, np. dites-le ! /dit lə/, prenez-le ! /prəne lə/; podobnie w wyrażeniu sur ce /syʁ sə/.
W zapisie ortograficznym e muet niemal wyłącznie występuje jako litera <e>(np. le, serait). Istnieją jednak dwa wyjątki – zapis <on>w wyrazie monsieur oraz zapis <ai>w wyrazie faisan i jego pochodnych (np. faisanderie) oraz w pochodnych wyrazu faire (np. bienfaisant). Natomiast stała głoska /œ/ zapisywana jest jako <eu>, <ue>, <œu>, <œ>(np. leur, accueil, cœur, œil), a w zapożyczeniach angielskich również jako <er>, <u> oraz <i> (np. thriller, pub, flirter). Stała głoska /ø/ może być z kolei zapisywana jako <eu>, <eus>, <eue>, <eux>, <œu>, <œux>, <eut>(np. neutre, pneus, queue, deux, vœu, vœux, pleut), a także jako <œud>, <œufs>, <eur>(np. nœud, bœufs, monsieur). W przypadku liter e ze znakami diakrytycznymi czyta się je w następujący sposób: <é>jako /e/ (np. vérité /veʁite/), natomiast <è>, <ê>, <ë>jako /ɛ/ (np. mère /mɛʁ/, fenêtre /fənɛtʁ/, Noël /nɔɛl/).
Końcowa samogłoska, po której następuje e muet w wielu regionach (Walonia, Lotaryngia, Burgundia, Normandia, a także, zwłaszcza po <i> oraz <é>, w Kraju Loary i Berry) wymawiana jest dłużej niż w przypadku braku końcowego e muet, np. ami /ami/ – amie /ami:/, bu /by/ – bue /by:/, armé /aʁme/ – armée /aʁme:/. W Belgii i Szwajcarii w języku codziennym dodawana bywa też półsamogłoska /j/, np. aimée /ɛme:j/, Lucie /lysi:j/.
Standardowo w regionie paryskim słowa ami i amie brzmią identycznie, dlatego jeśli rozróżnienie jest konieczne, dodaje się słowa precyzujące znaczenie, np. Je trouve dommage que David n’ait pas plus d'amis hommes que d'amies femmes. → Szkoda że David nie ma więcej przyjaciół niż przyjaciółek. Czasami jednak dla rozróżnienia wymawia się końcowe e muet, np. amie /amiə/.
W języku francuskim południa (français méridional) wymawia się niemal wszystkie e muet z wyjątkiem sytuacji, kiedy kolejną głoską w grupie rytmicznej jest samogłoska. W wielu dialektach, również kanadyjskich, może występować przestawka, np. regarder wymawiane jako /əʁgaʁde/, le garçon jako /əlgaʁsɔ̃/.

## Okoliczności, kiedye muetjest wymawiane
Największym problemem dotyczącym niemego e jest kwestia, kiedy należy je wymawiać, a kiedy nie. Językoznawca Pierre Fouché zwykł mawiać swoim zagranicznym studentom, że żaden obcokrajowiec nie jest w stanie w pełni opanować zawiłości tego zagadnienia. Na ogół przypadki, w których obcokrajowiec wypowiada /ə/, mimo że rodzimy użytkownik języka francuskiego normalnie by w tych miejscach tego nie robił, nie są tak rażące i dlatego w razie wątpliwości zaleca się uczącemu się raczej wymawiać /ə/ niż je pomijać. Generalnie istnieje niewiele sytuacji, kiedy wymowa e muet jest definitywna i pewna. Bardzo rzadko pełni ono funkcję dystynktywną (do nielicznych przypadków należy para pelage /pəlaʒ/ i plage /plaʒ/), co oznacza, że frankofoni nie będą mieli trudności, by zrozumieć wyrażenie, w którym mówca pominął wszelkie e muet lub wypowiedział je wszystkie jako /ə/, /ø/ bądź /œ/.
Przy rozważaniu wymowy e muet podstawową jednostką fonetyczną nie są pojedyncze wyrazy, a grupy rytmiczne. Grupa rytmiczna to fraza zawierająca kilka wyrazów (rzadko więcej niż sześć) powiązanych ze sobą semantycznie i/lub syntaktycznie, które mają swój wzorzec intonacyjny, końcowy akcent, a w ich obrębie nie występują pauzy. Takie jednostki nie ulegają podziałom nawet w powolnej mowie.
Można dokonać pewnych uproszczeń pozwalających sformułować cztery proste zasady, które sprawdzają się w większości przypadków. Rozszerzając te reguły o pewne niuanse i wyjątki, można stworzyć listę reguł mającą zastosowanie do zdecydowanej większości wystąpień e muet. Podział na zasady oraz ich numeracja jest umowna.

### Podstawowe zasady

#### Reguła 1
W standardowym języku francuskim e muet nie jest wymawiane na końcu grupy rytmicznej, np. la porte /la pɔʁt/, à la fin du siècle /a la fɛ̃ dy sjεkl/, une vie /yn vi/.

#### Reguła 2
E muet w pierwszej sylabie grupy rytmicznej jest zwykle wymawiane, np. de quelle manière? /də kεl manjεr/, demain matin /dəmɛ̃ matɛ̃/, je sais /ʒə sε/, le beau geste /lə bo ʒɛst/.

#### Reguła 3
W obrębie grupy rytmicznej e muet, kiedy nie występuje w pierwszej sylabie ani na końcu, na ogół nie jest wymawiane, jeśli poprzedza je tylko jedna wypowiadana spółgłoska, np. mais je veux le faire /mε ʒ vø l fεr/, vous le verrez /vu l vεʁe/, tu vas te faire mal /ty va t fεʁ mal/, un kilo de pommes /œ̃ kilo d pɔm/, pas de problème /pɑ d pʁɔblεm/, vous prenez ce vin /vu prəne s vɛ̃/, je le lave /ʒə l lav/, à demain /a dmɛ̃/, samedi /samdi/, allemand /almɑ̃/, là-dedans /laddɑ̃/, dangereux /dɑ̃ʒʁø/.
Schemat takiej sekwencji wygląda następująco: VCəCX, gdzie V oznacza wymawianą samogłoskę, C – wypowiadaną spółgłoskę, ə – e muet (w tym wypadku niewymawiane), a X – dowolną głoskę.

#### Reguła 4
W obrębie grupy rytmicznej e muet na ogół jest wymawiane, kiedy jest poprzedzone co najmniej dwiema wymawianymi spółgłoskami, np. il me fait peur /il mə fε pœʁ/, car je le dirai /kaʁ ʒə l diʁe/, pour le dire /puʁ lə diʁ/, justement /ʒystəmɑ̃/, par-dessus /paʁdəsy/, pour demain /puʁ dəmɛ̃/, la porte principale /la pɔʁtə pʁɛ̃sipal/. Porównaj: avec le professeur /avɛk lə pʁɔfɛsœʁ/ (dwie wymawiane spółgłoski przed e muet) – chez le professeur /ʃe l pʁɔfɛsœʁ/ (jedna wymawiana spółgłoska przed e muet, choć w zapisie występują dwie).
Schemat takiej sekwencji wygląda następująco: XCCəCX, gdzie ə oznacza w tym wypadku wymawiane e muet.
W wyrażeniach zawierających dwa e muet zastosowanie reguły 3 i w konsekwencji wypadnięcie jednego /ə/ może sprawić, że obok siebie zestawione będą dwie spółgłoski przed drugim e muet. Prowadzi to wytworzenia się warunków do jego wymawiania zgodnie z regułą 4. Przykładowo: tu le demandes /ty l dəmɑ̃d/, la grande fenêtre /la gʁɑ̃d fənεtʁ/, Henri ne me connaît pas /ɑ̃ʁi n mə kɔnε pɑ/.
Porównaj też wymowę wyrazów leçon i cheminée zawierających e muet zmieniającą się zgodnie z regułami 3 i 4 w zależności od poprzedzających je określników: une leçon /yn lə.sɔ̃/ – la leçon /la lsɔ̃/; une cheminée /yn ʃə.mi.ne/ – la cheminée /la ʃmi.ne/.

### Szczegółowe zasady
W praktyce zasady wymowy e muet są bardziej skomplikowane. Ponadto w pewnych warunkach reguły te mają zastosowanie zawsze, w innych na zasadzie wyjątku nie mają zastosowania, a w jeszcze innych są opcjonalne – zwykle nie stosuje się ich w języku codziennym, ale jest to możliwe.

#### Reguła 1
W standardowym języku francuskim reguła ta właściwie nie ma wyjątków. Jednak na południu Francji /ə/ jest wymawiane prawie we wszystkich pozycjach, również na końcu wyrazów, przez co przykładowo wyrażenie une petite fillette brzmi /ynə pətitə fijεtə/. Jest to bardzo charakterystyczny sposób wymowy dla tych użytkowników języka francuskiego, ale też nie zawsze konsekwentny, zwłaszcza gdy w danym regionie zauważalne są wpływy północnych dialektów, gdzie z kolei występuje tendencja do niewymawiania e muet w wielu pozycjach.
W paryskim francuskim także istnieją tendencje do wymawiania końcowego e muet, i to nie tylko w etymologicznie uzasadnionych przypadkach jak w wyrazie porte, ale również w wyrazach, w których w zapisie końcowe e muet nie występuje, np. bonjour. Związane jest to z silnym, dźwięcznym wypowiadaniem końcowej spółgłoski i w potocznym francuskim może być odczytane jako sygnał końca jakiejś jednostki wypowiedzi.

Zapis nutowy pieśni Frère Jacques (w polskiej wersji Panie Janie). Słowa Frère Jacques mają po dwie sylaby i przypisane osobne nuty, podczas gdy w normalnej mowie są to wyrazy jednosylabowe

W poezji śpiewanej, rozmaitych pieśniach do e muet na końcu wersu często przypisany jest osobny dźwięk i wówczas końcowe /ə/ jest wymawiane, np. Marlbrough s’en va-t-en guerre, Frère Jacques, frère Jacques, dormez-vous, dormez-vous?, Chagrin d’amour dure toute la vie.

#### Reguła 2
Stosowanie bez wyjątku reguły 2, choć w pewnych warunkach nie jest ona obowiązkowa i nie zawsze typowa, nie budzi zastrzeżeń pod względem stylistycznym. E muet w pierwszej sylabie grupy rytmicznej jest zawsze wypowiadane w następujących przypadkach:
- kiedy e muet jest poprzedzone dwiema spółgłoskami, np. premièrement /pʁəmjεrmɑ̃/, prenez-les! /pʁəne le/, Grenade /gʁənad/, crevant /kʁəvɑ̃/[22], grenouille /ɡʁənuj/[26].
- kiedy w przeciwnym razie obok siebie stałyby dwie takie same spółgłoski zwarte, np. que caches-tu? /kə kaʃ ty/, te trouve-t-elle beau? /tə tʁuv t εl bo/; w przypadku innych spółgłosek jest to opcjonalne, choć zaleca się wymawianie /ə/, np. je joue, le lit[22]
- przed pewnymi zestawieniami spółgłosek i półsamogłosek, np. ce roi /sə ʁwa/, le lion /lə ljɔ̃/; także w wyrażeniach je suis /ʒə sɥi/, je lui + czasownik (je lui pardonne /ʒə lɥi paʁdɔn/) oraz w 1. i 2. os. l. mn. czasowników être i faire w czasie conditionnel, np. serions-nous plus libres? /səʁjɔ̃ nu ply libʁ/, feriez-vous cela? /fəʁje vu sla/[22]
- kiedy druga sylaba także zawiera e muet (które z kolei nie jest wymawiane), np. ce chemin /sə ʃmɛ̃/, le fera-t-il? /lə fʁa t il/, ne sera-t-il pas là? /nə sʁa t il pɑ la/, ne me dites pas ça ! /nə m dit pɑ sa/, que le monde est beau ! /kə l mɔ̃d ε bo/, revenez demain /ʁəvne dmɛ̃/[22].

Dość często nieme e w pierwszej sylabie grupy rytmicznej nie jest wymawiane między głoską /s/ lub /ʒ/ (zwłaszcza w ce, je, se) a spółgłoską zwartą, np. ce que vous dites /s kə vu dit/, ce petit garçon /s pəti ɡaʁsɔ̃/, cependant /spɑ̃dɑ̃/, je te dis /ʒ tə di/, se connaissent-ils? /s kɔnεs t il/, je demande à /ʒ dəmɑ̃d a/. Rzadziej nieme e nie jest wymawiane między głoską /s/ lub /ʒ/ a spółgłoską inną niż spółgłoska zwarta, np. ce matin /s matɛ̃/, ce n’est pas beau /s nε pɑ bo/, se lave-t-elle? /s lav t ɛl/, je vous crois /ʒ vu kʁwa/. Zestawienia je me, je le często wymawia się jako odpowiednio /ʒmə/, /ʒlə/. E muet bywa także niewymawiane w innych sytuacjach, zwłaszcza podczas szybkiej mowy, np. demain matin /dmɛ̃ matɛ̃/, petit idiot /ptit idjo/.
Tendencja do pomijania e muet w pierwszej sylabie jest jednak szersza, i może obejmować sytuacje, kiedy po prostu nieme e stoi po pojedynczej spółgłosce szczelinowej, a więc nie tylko /s/, /ʒ/, ale także /f/, /v/, /z/, /ʃ/, np. venez nous voir /vne nu vwaʁ/, chemin faisant /ʃmɛ̃ fəzɑ̃/, je t’aime /ʃtɛm/ (wówczas obrazujący to zapis to: j’t’aime). Po innych spółgłoskach e muet jest na ogół wymawiane, np. que faites-vous /kə fɛt vu/, me vois tu /mə vwa ty/.

#### Reguła 3
Na ogół e muet nie jest wymawiane, jeśli poprzedza je tylko jedna wypowiadana spółgłoska, choć istnieje od tej zasady wyjątek. Jeśli po e muet następuje /lj/, /nj/ bądź /ʁj/, to /ə/ wymawiane jest zawsze, np. hôtelier /ɔtəlje/, Montpellier /mɔ̃pəlje/, Richelieu /ʁiʃəljø/, vous appeliez /vuz apəlje/ (porównaj z: vous appelez /vuz aple/), nous ferions /nu fəʁjɔ̃/ (porównaj z: nous ferons /nu fʁɔ̃/), nous venions /nu vənjɔ̃/ (porównaj z: nous venons /nu vnɔ̃/), il n’a envie de rien /il na ɑ̃vi də ʁjɛ̃/.
Choć Pierre Fouché był zwolennikiem wymowy /ə/ także przed /lɥ/, /ʁɥ/ i /ʁw/, to w praktyce często w tych okolicznościach jest niewymawiane, np. pas de ruisseau /pɑ d ʁɥiso/. W celui szwa jest wymawiane (/səlɥi/), choć w języku potocznym wyraz ten czyta się często jako /sɥi/.
Pomimo obowiązywania reguły 3, akceptowalne jest wymawianie /ə/ w wyrazach jednosylabowych (np. vous le savez /vu lə save/) oraz w pierwszej sylabie danego wyrazu (np. la semain /la səmɛn/). Co więcej, według Henriette Walter, współcześnie częściej wymawia się e muet, niż pomija w takich wyrażeniach jak np. des cheminées, est reconnu, la femelle. Na ogół jednak odstępstwa od reguły 3 są rzadkie.
W jednym z podręczników do nauki fonetyki francuskiej dla obcokrajowców jest to ujęte w następujący sposób: jeśli e muet otoczone spółgłoskami znajduje się w pierwszej sylabie danego słowa, to jego wymawianie jest opcjonalne – np. mes petits plaisirs /pəti/ lub /pti/. Jeśli jednak znajduje się w środkowej sylabie – nie wymawia się go, np. samedi /samdi/.

#### Reguła 4
E muet jest generalnie wymawiane, kiedy następuje po co najmniej dwóch wymawianych spółgłoskach. Choć na ogół przy wymowie rozważa się całą grupę rytmiczną, czasami granice poszczególnych wyrazów mogą na nią wpływać. Reguła 4 zwykle nie ma zastosowania, gdy przed e muet występującym na końcu wyrazu występują dwie wypowiadane spółgłoski, natomiast po nim występuje spółgłoska należąca do kolejnego wyrazu, np. elle parle beaucoup /ɛl paʁl boku/. E muet z większym prawdopodobieństwem może być zachowane, jeśli sylaba następująca po nim jest akcentowana, np. elle parle bas /ɛl paʁlə bɑ/, une porte rouge /yn pɔʁtə ʁuʒ/ (ale: une porte violette /yn pɔʁt vjɔlɛt/).
W rzeczownikach złożonych e muet jest standardowo wymawiane, kiedy drugi człon jest jednosylabowy, np. garde-boue /ɡaʁdə bu/, porte-clé /pɔʁtə kle/. Często jest jednak pomijany, jeśli drugi człon ma co najmniej dwie sylaby, np. garde-malade /ɡaʁd(ə) malad/, porte-monnaie /pɔʁt(ə) mɔnɛ/.
W szybkiej, potocznej mowie zdarza się, że e muet nie wymawia się mimo obecności poprzedzających dwóch spółgłosek i wówczas przykładowo il fera brzmi jak /ilfʁa/, a vous ne serez – /vunsʁe/.

### Dodatkowe zasady wymawiania i pomijaniae muetoraz zjawiska towarzyszące

#### Wiele sąsiadujących sylab ze muet
Jeśli ponad trzy sylaby zawierające e muet występują obok siebie, to na ogół stosuje się powyżej opisane zasady. Przykładowo stojące przed jedną wymawianą spółgłoską e muet jest niewymawiane, a przy dwóch i więcej – jest wymawiane: c’est ce que je te demandais /sɛ s kə ʒ tə dmɑ̃dɛ/, je ne le regarde pas /ʒə n lə ʁgard pɑ/. Jednakże ogólnie można stwierdzić, że im więcej e muet z rzędu, tym większe prawdopodobieństwo, że przynajmniej niektóre z nich będą wymawiane, mimo ich fakultatywności. W skrajnym przypadku może być ich nawet dziewięć, np. et de ce que je ne le redevenais pas..., gdzie wymawiane może być na przemian co drugie. Jeśli po sobie następują e muet w jednosylabowych wyrazach, można zaobserwować pewną dowolność już przy dwóch tego typu słowach, np. Tu me le dis ! /tu m lə di/ lub /tu mə l di/.
Niektóre określniki w formach żeńskich kończą się na szwa, np. une, cette, quelle. Jeśli poprzedzają one wyraz, który w pierwszej sylabie także ma szwa, wówczas to połączenie nie jest traktowane jak następujące po sobie sylaby ze szwa – końcowego e z określników nie wymawia się, np. une semaine /yn səmɛn/, nie */ynə smɛn/.

#### Partykuła przeczącane
Szwa w partykule przeczącej ne w kwestii niewymawiania ma zwykle priorytet przed zasadą dotyczącą sąsiadujących e muet. W konsekwencji nie podlega ona wówczas regule 3, np. mais je ne veux pas /mɛ ʒən vø pɑ/, ça ne me dit rien /sa n mə di ʁjɛ̃/. Kiedy jednak ne rozpoczyna grupę rytmiczną (reguła 2), preferuje się wymawianie w niej e muet i niewymawianie w kolejnej sylabie, np. ne me dit rien /nə m di ʁjɛ̃/, ne le fais pas /nə l fɛ pɑ/. W języku potocznym ne pomija się całkowicie, a przeczenie wyrażają wówczas jedynie partykuły pas, plus, que, rien itd., np. mais je veux pas /mɛ ʒ vø pɑ/.

#### Hprzydechowe
E muet jest wymawiane przed h przydechowym, zwłaszcza kiedy znajduje się na końcu jednosylabowych wyrazów (une, cette, grande, belle), np. le houx /lə u/, ils le haïssent /il lə ais/, la belle haie /la bεlə ε/, cette hache /sεtə aʃ/. Porównaj: quelle honte /kε.lə.ɔ̃t/ (h przydechowe, łączenie międzywyrazowe poprzez tzw. enchaînement vocalique) – quelle humiliation /kε.ly.mi.lja.sjɔ̃/ (h nieprzydechowe, łączenie międzywyrazowe poprzez tzw. enchaînement consonantique).
E muet nie zawsze jednak jest wymawiane, kiedy stoi przed h przydechowym, znajdując się na końcu wyrazów złożonych z co najmniej dwu sylab oraz wyrazów être i faire, np. faire halte /fεʁ alt/, la culture hollandaise /la kyltyr ɔlɑ̃dɛz/.

#### Akcent
Na ogół im dalej znajduje się e muet od akcentowanej sylaby danej grupy rytmicznej, tym łatwiej staje się ono niewymawiane. Dlatego też w wyrazie reste szwa jest wypowiadane w następującym wyrażeniu: il ne reste pas /il nə ʁɛstə pɑ/, ale niekoniecznie w wyrażeniu: il ne reste pas longtemps /il nə ʁɛst pɑ lɔ̃tɑ̃/. W następującym zdaniu e muet znajduje się w sylabie akcentowanej, po której następuje sylaba słaba: Que voulez-vous? /kə vule vu/.

#### Upodobnienia fonetyczne
Czasami w wyniku niewymawiania e muet powstają zestawienia spółgłosek, które są trudne do wymówienia. Jeśli obok siebie znajdą się spółgłoski zwarte lub szczelinowe, to obie często wymawia się jako dźwięczne lub obie jako bezdźwięczne. Na zasadzie upodobnienia wstecznego (asymilacji regresywnej) pierwsza spółgłoska zapożycza dźwięczność od drugiej.
| przykład          | wymowa bez upodobnienia (wymawiane e muet) | wymowa z upodobnieniem (niewymawiane e muet) |
| ----------------- | ------------------------------------------ | -------------------------------------------- |
| ça se voit        | /sa sə vwa/                                | /sa zvwa/                                    |
| plus de sucre     | /ply də sykʁ/                              | /ply t sykʁ/                                 |
| mais je travaille | /mɛ ʒə tʁavaj/                             | /mɛ ʃ tʁavaj/                                |
| ce bon à rien     | /sə bɔ̃ a ʁjɛ̃/                              | /z bɔ̃ a ʁjɛ̃/                                 |
| je pense pas      | /ʒə pɑ̃s pɑ/                                | /ʃ pɑ̃s pɑ/                                   |

Najbardziej rozposzechnionym rodzajem upodobnienia fonetycznego w języku francuskim jest upodobnienie wsteczne dźwięcznych spółgłosek, tzn. kiedy dźwięczna spółgłoska staje się bezdźwieczna wskutek sąsiedztwa z następującą po niej bezdźwięczną spółgłoską. Zjawisko to, zwłaszcza w szybkiej mowie, może polegać na zwyczajnej zamianie dźwięcznej głoski na odpowiednik bezdźwięczny, tj. /d/ na /t/, /ʒ/ na /ʃ/ itd.
Zagłębiając się jednak w szczegóły, można stwierdzić, że pary te różnią się nie tylko dźwięcznością. Spółgłoski bezdźwięczne są określane jako mocne (fortis), ponieważ typowo wymawiane są z większą energią, aby skompensować „siłę nośną” spółgłosek dźwięcznych wypowiadanych z udziałem drgań więzadeł głosowych, wymawianych nieco mniej energicznie i określanych jako słabe (lenis). Zatem spółgłoska pierwotnie dźwięczna (lenis) może być wypowiedziana w sposób bezdźwięczny, ale zachowując słabą artykulację. W alfabecie fonetycznym zapisuje się je następująco: [d̥] i [ʒ̥]. W mowie szybkiej bezdźwięczne lenis mogą przejść w bezdźwięczne fortis (tu: [t], [ʃ]).
Szczególnie często upodobnienie wsteczne dotyczy wyrazów de i je w kontekstach, gdy ich e muet się nie wymawia i występują one przed spółgłoskami zwartymi lub szczelinowymi, np. rez-de-chaussée [ʁe d̥ ʃose] lub [ʁe t ʃose]; tout de suite [tu d̥ sɥit] lub [tu t sɥit]; je comprends [ʒ̥ kɔ̃pʁɑ̃] lub [ʃ kɔ̃pʁɑ̃]; médecin [med̥sɛ̃] lub [metsɛ̃]; là-dessus [lad̥sy] lub [latsy].
Znacznie mniej rozpowszechnione jest upodobnienie wsteczne bezdźwięcznych spółgłosek. W wyniku tego zjawiska wymawia się pierwotnie bezdźwięczną spółgłoskę w sposób dźwięczny, i to także może być fortis lub lenis, np. deux secondes wymawiane jako [dø s̬ɡɔ̃d] lub [dø zɡɔ̃d].
Upodobnienie postępowe (asymilacja progresywna) jest stosunkowo rzadkie w języku francuskim. Bywa jednak, że <v>w wyniku niewymawiania e muet występuje bezpośrednio po [ʃ] i wówczas <v>można wymówić jako [v̥] lub [f], np. les cheveux [le ʃfø].

#### Liczebniki
E muet jest wymawiane w pozycji bezpośrednio przed liczebnikami onze, onzième oraz un, np. il n’en a que onze /il nɑ̃n‿a kə ɔ̃z/, entre un et dix /ɑ̃tʁə œ̃ e dis/. Jednak przed wyrażeniem onze heures w znaczeniu godzina jedenasta wymawianie e muet jest fakultatywne, np. presque onze heures /pʁɛsk(ə) ɔ̃z œʁ/; de onze heures /də ɔ̃z œʁ/ lub d’onze heures /dɔ̃z œʁ/. Istnieje też różnica w znaczeniu j’en demande un w zależności od wymowy: /ʒɑ̃ dmɑ̃də œ̃/ – ‘proszę o jeden‘ (nacisk na un – tylko jeden, nie więcej) a /ʒɑ̃ dmɑ̃d œ̃/ – ‘proszę o któryś [z nich]‘.

#### Epenteza
W pewnych przypadkach w języku francuskim dodaje się szwa, choć nie ma ono ortograficznego (etymologicznego) uzasadnienia (tzw. epenteza).
W nawiązaniu do reguły 4 w języku potocznym i codziennym może pojawić się wypowiadane /ə/ po co najmniej dwóch wymawianych spółgłoskach nawet wtedy, gdy w zapisie nie ma w tym miejscu żadnego <e>. Szwa może być dodane między wyrazami, z których pierwszy kończy się na dwie wymawiane spółgłoski, a drugi, zwykle jednosylabowy, zaczyna się na spółgłoskę, np. ours blanc /ursə blɑ̃/, film russe /filmə ʁys/, t-shirt jaune /tiʃœʁtə ʒon/, arc-boutant /aʁkə butɑ̃/, un contact pénible /œ̃ kɔ̃taktə penibl/. Zapobiega to tworzeniu trudnych zbitek spółgłoskowych. Czasami nawet głoska ta jest dodawana w obrębie jednego wyrazu, np. jardin wymawiane jako /ʒaʁədɛ̃/ zamiast /ʒaʁdɛ̃/. Szwa jest często dodawane między wyrazami, z których pierwszy kończy się na pojedynczą spółgłoskę, a drugi zaczyna od zbitki spółgłoskowej takiej jak /ps/ lub /sp/, np. un tarif spécial /ɛ̃ taʁifə spesjal/. Czasami szwa może pojawić się w celu rozdzielenia zbitek spółgłoskowych takich jak /gn/ i /pn/, np. wyraz pneu wymawiany jako /pənø/ zamiast /pnø/.
Drugim przykładem epentezy w języku francuskim jest zyskujące popularność wymawianie szwa na końcu frazy mimo braku etymologicznego uzasadnienia, w sprzeczności z regułą 1. Zjawisko to jest stosunkowo nowe i występuje wysoce nieregularnie, np. bonsoirə, soixante-quinzə, à tout à l’heurə. Może odgrywać rolę w mowie emfatycznej, np. qu’il est snobə!. Wielu niefrankofonów twierdzi jednak, że regularnie słyszy słabe /ə/ na końcu francuskich wyrazów zakończonych na spółgłoski, podczas gdy słowa te powinny kończyć się czystą spółgłoską. Jest to zjawisko powszechne i nie ma związku z typowym e muet na końcu wyrazów. Wynika to raczej z wymawiania końcowych spółgłosek w sposób opóźniający ich osłabienie lub zanik.

#### Końcowe /l/ i /ʁ/
W języku francuskim w sytuacji, kiedy przedostatnią głoską wyrazu jest spółgłoska zwarta bądź /f/, a ostatnią jest /l/ bądź /ʁ/, i są umiejscowione przed pauzą, wówczas to końcowe /l/ lub /ʁ/ staje się bezdźwięczne i nie staje się sylabotwórcze jak w niektórych innych językach, np. table [tabl̥] (porównaj z dwusylabowym angielskim table [ˈteɪ.bəl]), siècle [sjɛkl̥], être [ɛtʁ̥], souffle [sufl̥], perdre [pɛʁdʁ̥]. Ubezdźwięcznienie to nie występuje, jeśli bez pauzy wymawiany jest kolejny wyraz. Jeżeli kolejny wyraz zaczyna się od spółgłoski, to końcowe e muet jest wymawiane, np. la table ronde /la tablə ʁɔ̃d/, un livre rare. Jeśli kolejny wyraz zaczyna się od samogłoski, to końcowe /l/ lub /ʁ/ tworzy z nią sylabę, a e muet nie jest wymawiane, np. le peuple_anglais /lə.pœ.plɑ̃.ɡlɛ/, un livre_exceptionel. Jest to płynne łączenie międzywyrazowe określane jako enchaînement vocalique.
W języku potocznym istnieje tendencja do niewymawiania końcowego /l/ i /ʁ/ oraz następującego po tych głoskach e muet, np. quat(re) francs /kat frɑ̃/, c’est impossib(le) d’y aller /se t ɛ̃pɔsib di ale/, pauv(re) type /pov tip/. Na ogół opuszczanie /ʁ/ jest bardziej akceptowalne z punktu widzenia poprawności językowej niż opuszczanie /l/.

#### Stabilne szwa
W wyrazie semaines można zaobserwować typowe e muet – zgodnie z regułą 3 w wyrażeniu trois semaines nie wypowiada się go /tʁwa smɛn/, ale zgodnie z regułą 4 wymawia się w wyrażeniu sept semaines /sɛt səmɛn/. Współcześnie jednak, jak wskazuje wiele analiz, szwa w wielu wyrazach straciło swój niestabilny charakter i wymawia się je zawsze, nawet jeśli spełnione są warunki, by go nie wymawiać. Dotyczy to przede wszystkim szwa poprzedzonego jedną spółgłoską, występującego w pierwszej sylabie danego słowa. W analizie z 1996 r. doliczono się około 400 wyrazów zawierających takie szwa plus ponad 800 wyrazów zaczynających się na przedrostek re–. Jest to m.in. bedaine, degré, depuis, genèse, neveu, pesant, requin, secret, vedette. Stąd też przykładowo wymowa trois vedettes /tʁwa vədɛt/ mimo spełnienia reguły 3.
Do tego zjawiska przyczynia się fakt, że we współczesnym języku francuskim występuje tendencja do używania emfatycznego akcentu na pierwszej sylabie wyrazu (accent d’insistance), który uniemożliwia niewymawianie szwa w tejże sylabie. Dodatkowo zjawisku występowania stabilnego szwa sprzyja utożsamianie francuskiego szwa ze stałą głoską /œ/.
Szwa ma tendencję do bycia głoską wymawianą zawsze, nieznależnie od okoliczności w wyrazach rzadko używanych i w przypadku, gdy niewymawianie jej spowodowałoby powstanie rzadkich zbitek spółgłoskowych, np. quenouille /kənuj/, guenon /ɡənɔ̃/.
E muet w nazwach własnych często odbiega od standardowych reguł jego użycia. Przykładowo jest ono powszechnie wymawiane w nazwach miast: à Vesoul /a vəzul/, à Besançon /a bəzɑ̃sɔ̃/, choć sami mieszkańcy tych miejscowości nie wymawiają e muet w nazwie swojego miasta.
Istnieją pewne stałe zestawienia dwóch wyrazów jednosylabowych, które w wymowie zlewają się w jeden jednosylabowy wyraz zawierający stałą głoskę szwa. Jest to przede wszystkim: je te /ʒtə/ (a w wyniku upodobnienia: /ʃtə/), ce que /skə/, je ne /ʒən/, de ne /dən/, ce ne /sən/. Przykład w zdaniu: mais je te dois combien /mɛ ʃtə dwa kɔ̃bjɛ̃/.
E muet w zaimku le w pozycji po czasowniku (w trybie rozkazującym) jest wymawiany zawsze, np. donne-le-moi /dɔn lə mwa/. Poza tym jest ono w nim zawsze wymawiane, występując w połączeniu z zaimkami lui i leur w funkcji dopełnienia. Porównaj: Tu le lui diras. /ty lə lɥi dira/ ‘Ty mu to powiesz‘. C’est le leur /sɛl(ə) lœʁ/ ‘To jest ich‘.
Końcowe e muet w wyrazach quelque(s) i presque, które występują w połączeniu z innymi słowami, jest wypowiadane niemal zawsze, np. quelques personnes /kɛlkə pɛʁsɔn/, quelques avions /kɛlkəz‿avjɔ̃/, presque toujours /pʁɛskə tuʒuʁ/.

## E mueta styl wypowiedzi
O ile w najbardziej formalnym stylu wypowiedzi w języku francuskim występuje tendencja do wymawiania wszystkich możliwych szwa, to w stylu potocznym istnieje tendencja do niewymawiania ich w maksymalnym stopniu, co może wiązać się także z innymi zmianami fonetycznymi. Ogólnie rzecz biorąc, dowolność w wymawianiu e muet występuje w następujących przypadkach:
- kiedy e muet znajduje się w pierwszej sylabie wyrazu i jest otoczone spółgłoskami (CəC), np. mes petits chéris
- kiedy e muet na końcu wyrazu jest poprzedzone dwiema spółgłoskami (CCə), np. je reste là
- kiedy e muet występuje w słowach je, ce znajdujących się na początku frazy, np. je reste là
- kiedy występuje dwa lub kilka e muet w jednosylabowych wyrazach następujących po sobie, np. tu me le dis (wymawiane jest jedno z nich; w przypadku przeczenia z ne, dowolności nie ma – to w nim nie jest wymawiane)[28].

W standardowym języku francuskim poza tymi przypadkami wymawianie e muet jest niejako „obowiązkowe”:
- gdy e muet poprzedzają dwie spółgłoski, a po nim następuje kolejna spółgłoska należąca do tego samego wyrazu (CCəC), np. vendredi
- na początku grupy rytmicznej (reguła 2) poza wymienionym wcześniej wyjątkami
- przed h przydechowym[28].

E muet nie jest natomiast z reguły wymawiane:
- w innej niż pierwszej sylabie w obrębie wyrazu w pozycji pomiędzy spółgłoskami (CəC), np. samedi
- na końcu wyrazu, chyba że poprzedzają go dwie spółgłoski (wtedy jest to opcjonalne)[28].

W związku z tym, w zależności od stylu, wszystkie e muet mogą być lub żaden nie musi być wymówiony w następujących przykładach: Tu regardes les info? Ça sera rediffusé ce soir. W następującym przykładzie: Je ne pense pas que ce soit juste zarówno w mowie codziennej, jak i oficjalnej będą wypowiedziane e muet w wyrazach je, ce, natomiast nie będą w pense i juste. Z kolei w wyrazach ne i que będzie wymówione w mowie oficjalnej, a nie będzie w codziennej. Gdy następują po sobie e muet w jednosylabowych wyrazach jak w przykładzie: Tu me le prêtes ou tu me le donnes? w ramach dowolności można wymawiać e muet w słowach me lub w słowach le.
Występują również inne zjawiska związane ze stylem wypowiedzi, wpływające na wymawianie e muet. Przykładowo w wyrażeniu il venait /il vənɛ/ e muet jest wymawiane ze względu na obecność poprzedzających dwóch spółgłosek. W języku potocznym il /il/ może być zredukowane do /i/, a wtedy w związku z brakiem poprzedzających dwóch spółgłosek e muet może nie być wymawiane. Wówczas il venait brzmi /i vnɛ/, a il me dit – /i m di/. Partykuła przecząca ne w stylu potocznym jest całkowicie pomijana, dlatego wymowa wyrażenia vous ne venez pas zamiast /vu n vəne pɑ/ brzmi /vu vne pa/. Porównaj też następujące przekształcenia: Je ne comprends pas. → Je n’comprends pas*. → Ch’comprends pas* (gwiazdka oznacza tutaj, że jest to zapis oddający wymowę, a nie zgodność z ortografią).
Mowa formalna jest zwykle wolniejsza, bardziej przemyślana w porównaniu z potoczną, a grupy rytmiczne są krótsze, składają się z mniejszej liczby słów. Skoro grupa rytmiczna jest krótsza, to występuje większe prawdopodobieństwo, że jakaś głoska szwa znajdzie się na jej końcu, a w takiej pozycji nie będzie wymawiana. Porównaj podział grup rytmicznych i wymowę w języku formalnym: | le théâtre | fermera à vingt heures | /lə teatʁ | fεʁməʁa a vɛ̃t‿œʁ/; w języku mniej formalnym: | le théâtre fermera à vingt heures | /lə teatʁə fεʁməʁa a vɛ̃t‿œʁ/. W wyniku traktowania wypowiedzi jako jedna grupa rytmiczna e muet poprzedzone dwiema spółgłoskami na końcu wyrazu théâtre znajduje się w środku grupy i przez to jest to szwa wymawiane. W przypadku traktowania jako dwie różne grupy w języku formalnym, e muet z wyrazu théâtre znajduje się na jej końcu i nie jest wymawiane.
Takie przypadki nie zmieniają jednak faktu, że istnieje wyraźna zależność – im więcej wymawianego e muet, tym bardziej wypowiedź ma charakter formalny. Zdarza się poza tym, że w wyniku skracania grup rytmicznych wypowiada się właśnie więcej e muet niż w dłuższych grupach, gdzie specyficzne sąsiedztwo głosek sprawia, że są niewypowiadane. Porównaj wymowę w stylu formalnym: | je ne sais pas | le trouver facilement | /ʒə n sε pɑ | lə tʁuve fasilmɑ̃/; w stylu mniej formalnym: | je ne sais pas le trouver facilement | /ʒə n sε pɑ l tʁuve fasilmɑ̃/.
Kiedy frankofonom szczególnie zależy na zmniejszeniu ryzyka nieporozumień, wymawiają znacznie więcej e muet niż w normalnej mowie. Przykładowo podczas rozmowy telefonicznej wymawiają więcej e muet wyłącznie w celu wzajemnego ułatwienia sobie zrozumienia wypowiedzi. Dodaje się też wówczas często /ə/ nieuzasadnione ortografią, zwłaszcza przy podawaniu liczb, np. 23.27 brzmi /vɛ̃tətʁwɑ vɛ̃təsɛt/. Kiedy rozmówca nie rozumie czegoś, co zostało powiedziane, to przy powtórzeniu, np. w sposób uwypuklający poszczególne sylaby, mogą być wypowiadane wszystkie możliwe e muet. Więcej wypowiadanych e muet pojawia się w powolnej mowie, która również sprzyja lepszemu zrozumieniu. Taki styl wypowiedzi występuje zwłaszcza w przemówieniach publicznych. Podczas czytania na głos także wymawia się więcej e muet w porównaniu z mową codzienną. Wpływ na to może mieć kojarzenie tej czynności z czymś formalnym, szkolny nawyk dbałości o wymowę i dysponowanie zapisem przed oczami.
Należy także mieć na uwadze, że standardowy język francuski nie reprezentuje tak jednorodnego systemu językowego jak czasem się uważa, a szczególną złożoność i niejednorodność wykazuje zachowanie e muet.

## Ograniczenia występowania szwa
Z ortograficznego punktu widzenia żadne słowo w języku francuskim nie zaczyna się na nieakcentowaną literę <e>, chyba że następuje po niej litera <x>(np. examen) lub dwie spółgłoski (np. effet) wykluczające w wymowie obecność /ə/. W efekcie żadne słowo w standardowym języku francuskim nie zaczyna się od szwa. Nie występują też sąsiedztwa typu szwa-samogłoska oraz samogłoska-szwa poza przypadkami z wpływem h przydechowego, np. dehors /dəɔʁ/, rehausser /ʁəose/.
Poza tym w obrębie wyrazu szwa występuje tylko w sylabach otwartych. Dlatego też może ono występować w wyrazie pesant /pə.zɑ̃/, ale nie w personne */pəʁ.sɔn/ (czyta się go jako /pɛʁ.sɔn/). Wyjątkiem są jednak sytuacje, kiedy w wyrazie występują sekwencje e muet w sąsiednich sylabach, przy czym drugie szwa nie jest wymawiane, np. redevance /ʁəd.vɑ̃s/, redemander /ʁǝd.mɑ̃.de/, Genevois /ʒǝn.vwa/.

## Wymiana głosek między szwa a innymi samogłoskami
W przypadku niektórych wyrazów francuskich ich odmiana lub tworzenie od nich wyrazów pochodnych pociąga za sobą wymianę głosek zachodzącą z udziałem szwa.
Najbardziej rozpowszechnione i regularne wymiany tego typu zachodzą w odmianie czasowników, gdzie akcentowane /ɛ/ wymienia się na nieakcentowane /ə/ (e muet), które w wielu okolicznościach może nie być wymawiane. W standardowym języku francuskim występuje około 170 tego typu czasowników. Ze względu na ich ortografię można je podzielić na takie, w których końcowa spółgłoska tematu jest podwojona oraz na takie, w których samogłoska w temacie otrzymuje grawis.
| Indicatif présent | Indicatif présent | Indicatif présent | Indicatif imparfait | Indicatif imparfait | Indicatif imparfait | Futur simple | Futur simple    | Futur simple    | Conditionnel présent | Conditionnel présent | Conditionnel présent |
| ----------------- | ----------------- | ----------------- | ------------------- | ------------------- | ------------------- | ------------ | --------------- | --------------- | -------------------- | -------------------- | -------------------- |
| /ɛ/               | j’achète          | /ʒaʃɛt/           | /(ə)/               | j’achetais          | /ʒaʃ(ə)tɛ/          | /ɛ/          | j’achèterai     | /ʒaʃɛt(ə)ʁe/    | /ɛ/                  | j’achèterais         | /ʒaʃɛt(ə)ʁɛ/         |
| /ɛ/               | tu achètes        | /ty aʃɛt/         | /(ə)/               | tu achetais         | /ty aʃ(ə)tɛ/        | /ɛ/          | tu achèteras    | /ty aʃɛt(ə)ʁa/  | /ɛ/                  | tu achèterais        | /ty aʃɛt(ə)ʁɛ/       |
| /ɛ/               | il achète         | /il aʃɛt/         | /(ə)/               | il achetait         | /il aʃ(ə)tɛ/        | /ɛ/          | il achètera     | /il aʃɛt(ə)ʁa/  | /ɛ/                  | il achèterait        | /il aʃɛt(ə)ʁɛ/       |
| /(ə)/             | nous achetons     | /nuz‿aʃ(ə)tɔ̃/     | /ə/                 | nous achetions      | /nuz‿aʃətjɔ̃/        | /ɛ/          | nous achèterons | /nuz‿aʃɛt(ə)ʁɔ̃/ | /ɛ/                  | nous achèterions     | /nuz‿aʃɛtəʁjɔ̃/       |
| /(ə)/             | vous achetez      | /vuz‿aʃ(ə)te/     | /ə/                 | vous achetiez       | /vuz‿aʃətje/        | /ɛ/          | vous achèterez  | /vuz‿aʃɛt(ə)ʁe/ | /ɛ/                  | vous achèteriez      | /vuz‿aʃɛtəʁje/       |
| /ɛ/               | ils achètent      | /ilz‿aʃɛt/        | /(ə)/               | ils achetaient      | /ilz‿aʃ(ə)tɛ/       | /ɛ/          | ils achèteront  | /ilz‿aʃɛt(ə)ʁɔ̃/ | /ɛ/                  | ils achèteraient     | /ilz‿aʃɛt(ə)ʁɛ/      |

| Indicatif présent | Indicatif présent | Indicatif présent | Indicatif imparfait | Indicatif imparfait | Indicatif imparfait | Futur simple | Futur simple     | Futur simple    | Conditionnel présent | Conditionnel présent | Conditionnel présent |
| ----------------- | ----------------- | ----------------- | ------------------- | ------------------- | ------------------- | ------------ | ---------------- | --------------- | -------------------- | -------------------- | -------------------- |
| /ɛ/               | j’appelle         | /ʒapɛl/           | /(ə)/               | j’appelais          | /ʒap(ə)lɛ/          | /ɛ/          | j’appellerai     | /ʒapɛl(ə)ʁe/    | /ɛ/                  | j’appellerais        | /ʒapɛl(ə)ʁɛ/         |
| /ɛ/               | tu appelles       | /ty apɛl/         | /(ə)/               | tu appelais         | /ty ap(ə)lɛ/        | /ɛ/          | tu appelleras    | /ty apɛl(ə)ʁa/  | /ɛ/                  | tu appellerais       | /ty apɛl(ə)ʁɛ/       |
| /ɛ/               | il appelle        | /il apɛl/         | /(ə)/               | il appelait         | /il ap(ə)lɛ/        | /ɛ/          | il appellera     | /il apɛl(ə)ʁa/  | /ɛ/                  | il appellerait       | /il apɛl(ə)ʁɛ/       |
| /(ə)/             | nous appelons     | /nuz‿ap(ə)lɔ̃/     | /ə/                 | nous appelions      | /nuz‿apəljɔ̃/        | /ɛ/          | nous appellerons | /nuz‿apɛl(ə)ʁɔ̃/ | /ɛ/                  | nous appellerions    | /nuz‿apɛləʁjɔ̃/       |
| /(ə)/             | vous appelez      | /vuz‿ap(ə)lɔ̃/     | /ə/                 | vous appeliez       | /vuz‿apəlje/        | /ɛ/          | vous appellerez  | /vuz‿apɛl(ə)ʁe/ | /ɛ/                  | vous appelleriez     | /vuz‿apɛləʁje/       |
| /ɛ/               | ils appellent     | /ilz‿apɛl/        | /(ə)/               | ils appelaient      | /ilz‿ap(ə)lɛ/       | /ɛ/          | ils appelleront  | /ilz‿apɛl(ə)ʁɔ̃/ | /ɛ/                  | ils appelleraient    | /ilz‿apɛl(ə)ʁɛ/      |

W czasie futur simple i conditionnel występuje niewymienne /ɛ/, mimo że sylaba z tą głoską jest nieakcentowana. W kolejnej zaś sylabie występuje szwa przed głoską /ʁ/, i jego wymawianie jest opcjonalne. Należy przy tym uwzględnić opisane wcześniej wyjątki w postaci zestawień /ʁj/ czy /lj/, przed którymi szwa wymawia się zawsze.
W ramach tworzenia wyrazów pochodnych, kiedy temat wyrazu podstawowego zawiera w końcowej sylabie akcentowane /ɛ/, po dodaniu przyrostka, /ɛ/ redukuje się do e muet, które z kolei w odpowiednich okolicznościach może nie być wymawiane wcale, np. chapelle /ʃapɛl/ – chapelain /ʃaplɛ̃/; promène /pʁɔmɛn/ – promenade /pʁɔmnad/; crochet /kʁɔʃɛ/ – crochetage /kʁɔʃtaʒ/.
Przyrostki takie jak –atif, –ateur, –ation, –isme, –iste, choć tworzą warunki do redukcji /ɛ/ do szwa, to jednak ona w nich nie zachodzi. Ma to związek ze swego rodzaju wyższym statusem tych słów, które przez to nie ulegały takim procesom fonetycznym podczas rozwoju języka francuskiego (patrz sekcja: Historia szwa w języku francuskim). Porównaj: élévation /elevasjɔ̃/ – élever /el(ə)ve/; perception /pɛʁsɛpsjɔ̃/ – percevoir /pɛʁsəvwaʁ/, nouvelliste /nuvelist/ lub /nuvɛlist/; appellatif /apɛlatif/ – appeler /ap(ə)le/.
Wymiana na szwa może dotyczyć też samogłosek innych niż /ɛ/:
- /əl/ – /o/, np. morceler /mɔʁsəle/ – morceau /mɔʁso/
- /ə/ – /e/, np. tenace /tənas/ – ténacité /tenasite/
- /ə/ – /jɛ/, np. mercerie /mɛʁsəʁi/ – mercière /mɛʁsjɛʁ/
- /ə/ – /œ/, np. chasseresse /ʃasʁɛs/ – chasseur /ʃasœʁ/
- /ə/ – /a/, np. champenois /ʃɑ̃pənwa/ – Champagne /ʃɑ̃paɲ/
- /ə/ – /wa/, np. peser /pəze/ – poids /pwa/
- /ə/ – /ɛ̃/, np. menotte /mənɔt/ – main /mɛ̃/[45].

## Historia szwa w języku francuskim
Szwa w standardowym języku francuskim jest wynikiem rozmaitych procesów fonologicznych, które miały miejsce na przestrzeni wieków. W rozwoju języka od łaciny do starofrancuskiego wiele nieakcentowanych samogłosek, zwłaszcza w końcowych sylabach i niekońcowych otwartych sylabach, zostało zredukowanych do szwa, a następnie zanikło. Zanik ten dotyczył wszystkich samogłosek z łacińskich wyrazów prócz <a>, które pozostało jako szwa, np. /a/ z łacińskiego caballum przeszło w /e/ w V w. i ostatecznie w /ə/ w XI w. Współcześnie wyraz ten zapisywany jest jako cheval. Inny przykładowy wyraz, porta (/a/), przekształcił się w porte (/ə/).
Poza tym zbitki niektórych spółgłosek obok siebie na końcu wyrazów przestały być używane, i aby zapobiec ich występowaniu, rozwinięła się pomocnicza samogłoska szwa (tzw. voyelle d’appui).
| zanik końcowej samogłoski | zanik końcowej samogłoski | przejście z /a/ w /ə/ | przejście z /a/ w /ə/ | /ə/ jako pomocnicza samogłoska | /ə/ jako pomocnicza samogłoska |
| język łaciński            | język francuski           | język łaciński        | język francuski       | język łaciński                 | język francuski                |
| ------------------------- | ------------------------- | --------------------- | --------------------- | ------------------------------ | ------------------------------ |
| viginti                   | vingt                     | dura                  | dure                  | duplum                         | double                         |
| venit                     | vient                     | alba                  | aube                  | nostrum                        | nôtre                          |
| grandem                   | grant (starofr.) grand    | luna                  | lune                  | hospitem                       | hoste (starofr.) hôte          |
| largum                    | larc (starofr.) large     | amas                  | aimes                 | patrem                         | pedre (starofr.) père          |
| scriptum                  | écrit                     |                       |                       | inter                          | entre                          |
| habere                    | avoir                     |                       |                       | numerum                        | nombre                         |

Występowanie szwa (w zapisie ortograficznym – <e>) w wielu rzeczownikach i przymiotnikach rodzaju żeńskiego bierze się stąd, że w łacinie znakomita większość rzeczowników i przymiotników rodzaju żeńskiego (pierwszej deklinacji) miała charakterystyczną końcówkę –a. W rozwoju języka ta klasa rzeczowników zachowała swój dawny żeński rodzaj gramatyczny, a do niej dołączyło wiele rzeczowników, które w łacinie także kończyły się na –a, ale były pierwotnie rodzaju nijakiego w liczbie mnogiej. Ta specyficzna żeńska końcówka –a w języku starofrancuskim była realizowana jako /ə/ i już w postaci litery <e>stała się wyznacznikiem rodzaju żeńskiego (np. w rzeczownikach i przymiotnikach rodzaju żeńskiego: ville, mine, petite, grosse, grande, bonne) – stąd nazwa e féminin. Bywa ona jednak zwodnicza, ponieważ takie samo /ə/ występuje jako pomocnicza samogłoska w wielu rzeczownikach i przymiotnikach niezależnie od gramatycznego rodzaju. Przykłady rzeczowników rodzaju męskiego i przymiotników dla obu rodzajów z /ə/: cloître, type, jeune, double, vide.
| język łaciński liczba poj. | język łaciński liczba mn. | język francuski |
| -------------------------- | ------------------------- | --------------- |
| folium                     | folia                     | feuille         |
| festum                     | festa                     | fête            |
| labrum                     | labra                     | lèvre           |
| velum                      | vela                      | voile           |

W IX i X w. głoska /ə/ zanikała w końcówkach fleksyjnych odmiany czasowników. W XII wieku głoska /ə/ między pewnymi spółgłoskami przestała być wymawiana, np. między /ʁ/ a /v/ lub dwiema /ʁ/, przez co łacińskie mirabilia przeszło w merveille, a durera w durra. W XVI w. ortografia uwzględniła najstarsze przypadki niewymawiania /ə/ i wtedy przykładowo łacińskie słowo sacramentum /a/, które w języku francuskim miało formę sairement /ə/ przekształciło się ostatecznie w serment. Głoska /ə/ w pierwszej sylabie nie zanikała tak łatwo jak w innych pozycjach. W tych czasach poeci Plejady mieli trudności w liczeniu sylab przy wersyfikacji ze względu na niewymawianie e.
W drugiej połowie XVI w. humaniści chcieli usunąć średniowieczne naleciałości francuskiej wymowy podczas wypowiadania się w języku łacińskim. Powrót do pierwotnej wymowy zakładał przede wszystkim wymawianie /e/ zamiast /ə/ oraz /u/ zamiast /o/. Ruch ten przybrał jednak takie rozmiary, że nie tylko zmienił wymowę Francuzów podczas posługiwania się językiem łacińskim, ale też silnie wpłynął na wymowę samego języka francuskiego. Na przełomie XVI i XVII w. doszło w związku z tym do wielu przekształceń /ə/ w /e/ w takich wyrazach jak séjour, félon oraz w przedrostkach dé–, pré– i częściowo ré–. Można więc spotkać formy reformer /ʁǝfɔʁme/ → formować na nowo i réformer /ʁefɔʁme/ → reformować (dokonywać ulepszających zmian).
Głoska /ə/ zachowała się w często używanych słowach języka codziennego (jak devoir, jeter, mener, premier, semer) i w konserwatywnej mowie na wsiach. Współcześnie można wyróżnić pary blisko spokrewnionych wyrazów, wśród których te niejako bardziej wyrafinowane mają samogłoskę stabilną, inną niż szwa, natomiast te bardzo powszednie zawierają szwa (i może ono nie być wypowiadane).
| Wyraz bez redukcji samogłoski | znaczenie    | Wyraz z redukcją samogłoski | znaczenie      |
| ----------------------------- | ------------ | --------------------------- | -------------- |
| appelation /apɛlasjɔ̃/         | oznaczenie   | appeler /aple/              | wołać, dzwonić |
| congélation /kɔ̃ʒelasjɔ̃/       | zamrażanie   | congeler /kɔ̃ʒle/            | mrozić         |
| élévation /elevasjɔ̃/          | wzlot        | élever /elve/               | podnieść       |
| génuflexion /ʒenyflɛksjɔ̃/     | uklęknięcie  | genou /ʒ(ə)nu/              | kolano         |
| réception /ʁesɛpsjɔ̃/          | odbiór       | recevoir /ʁəsəvwaʁ/         | odbierać       |
| divination /divinasjɔ̃/        | wróżbiarstwo | deviner /d(ə)vine/          | odgadnąć       |
| satisfaction /satisfaksjɔ̃/    | satysfakcja  | satisfaisant /satisfəzɑ̃/    | zadowalający   |

W XVII wieku, gdy na końcu wyrazu znajdowała się samogłoska <e>poprzedzona inną samogłoską, to szwa nie było wymawiane, jednak taka sytuacja powodowała, że samogłoska poprzedzająca to końcowe <e>była wymawiana dłużej, np. nastąpiło przejście wymowy roue z /ˈʁuə/ do /ʁu:/. Różnica długości pozwalała nadal rozróżniać w wymowie rodzaj gramatyczny w takich parach wyrazów jak ami (przyjaciel) i amie (przyjaciółka), porté i portée. Około 1900 r. różnice w wymowie zacierały się, by ostatecznie zaniknąć. Dzięki temu ujednoliciły się właściwości rytmiczne francuskich słów – akcent zaczął padać na końcową sylabę w wyrazach, które przez końcowe szwa do tej pory nie należały do takich oksytonicznych wyrazów.

## E muetw wersyfikacji
Wersyfikacja francuska rozróżnia rymy męskie i żeńskie. Rymy żeńskie tworzone są przez słowa, w których po akcentowanej sylabie występuje jeszcze e muet, natomiast męskie – w których to końcowe e muet nie występuje. Podział na rymy męskie i żeńskie nie ma związku z rodzajem gramatycznym tych wyrazów. Od średniowiecza końcowe e wymawiane było coraz słabiej. Od XVI w. w poezji francuskiej wykształciła się tradycja naprzemiennego stosowania rymów męskich i żeńskich – po parze rymów męskich nie mogła następować kolejna para rymów męskich, a po parze żeńskiej – kolejna para żeńskich. Trwała ona do momentu pojawienia się wiersza wolnego pod koniec XIX w.

Dans Venise la rouge, a (żeński)
Pas un bateau qui bouge, a (żeński)
Pas un pêcheur dans l’eau, b (męski)
Pas un falot. b (męski)

(...) La lune qui s’efface c (żeński)
Couvre son front qui passe c (żeński)
D’un nuage étoilé d (męski)
Demi-voilé. d (męski)

fragmenty wiersza Venise Alfreda de Musseta

Uważa się, że obecność e muet w rymach żeńskich, nawet jeśli nie jest ono wymawiane, ma wpływ na wymowę rymowanego słowa. E muet ma sprawiać, że akcentowana sylaba w rymach żeńskich jest wymawiana nieco dłużej, łagodniej, ze swego rodzaju efektem echa, pogłosem. Rymy męskie mają być natomiast wypowiadane twardo, gwałtownie.
W poezji śpiewanej oraz przy recytowaniu wierszy wiele standardowo niewymawianych e muet wypowiada się. W klasycznym wierszu lub w uroczystych publicznych przemowach, deklaracjach wymawia się praktycznie wszystkie e muet w pozycji przed spółgłoską, np. Cela, je ne le ferai pas ! (de Gaulle, 8 sylab), Je ne parlerai pas, je ne penserai rien (Rimbaud, 12 sylab), Non, je ne regrette rien (piosenka wykonywana przez Édith Piaf, 7 sylab).
Przy konstruowaniu wiersza o określonej liczbie sylab w wersie niektóre e muet są brane pod uwagę jako sylabotwórcze, inne zaś nie, i wcale nie musi mieć to związku z faktycznym wypowiadaniem e muet lub jego pomijaniem w wymowie. W tej sferze obowiązuje sztuczna konwencja, ważna jest jednostka metryczna jaką jest wers, nie grupy rytmiczne. Obowiązują następujące zasady:
- nie liczy się [ə] na końcu wersu, nawet jeśli głoska ta musiałaby być wypowiadana ze względu na uniknięcie tworzenia zbitki trzech spółgłosek
- nie liczy się [ə] przed i po samogłoskach
- liczy się [ə] stojące przed spółgłoską, niezależnie od liczby spółgłosek znajdujących się przed e muet[15].

Rozbieżność między liczbą e muet w wymowie, w zapisie ortograficznym i podczas uzgadniania liczby sylab w wersie można przedstawić na przykładzie tragedii Jeana Baptiste’a Racine’a pt. Fedra. Jest to utwór napisany francuskim aleksandrynem, gdzie w każdym wersie ma występować 12 sylab (dwunastozgłoskowiec). Poniżej przytoczono wybrane wersy, a obok podano wymowę w standardowym języku francuskim (FS) oraz w południowym wariancie (FM):
| Wersy wiersza                                                                                          | wymowa we français standard (FS)                                                         | liczba sylab w wymowie w FS | wymowa we français méridional (FM)                                                           | liczba sylab w wymowie w FM |
| --- | ---------------------------------------------------------------------------------------- | --------------------------- | -------------------------------------------------------------------------------------------- | --------------------------- |
| Il sort. Quelle nouvelle a frappé mon oreille!                                                         | [il sɔʁ kɛl nu.vɛ.la fʁa.pe mɔ̃.nɔ.ʁɛj]                                                   | 11                          | [il sɔʁ kɛ.lə nu.vɛ.la fʁa.pe mɔ̃.nɔ.ʁɛ.jə]                                                   | 13                          |
| Aricie a son cœur ! Aricie a sa foi!                                                                   | [a.ʁi.si a sɔ̃ kœʁ a.ʁi.si a sa fwa]                                                      | 12                          | taka sama jak we français standard                                                           | 12                          |
| Ah ! Dieux ! Lorsqu’à mes vœux l’ingrat inexorable S’armait d’un œil si fier, d’un front si redoutable | [a djø lɔʁ.ska me vø lɛ̃.gʁa.ti.nɛg.zɔ.ʁa.blə] [saʁ.mɛ dœ̃.nœj si fjɛʁ dœ̃ fʁɔ̃ si ʁdu.tabl] | 13 11                       | [a djø lɔʁ.ska me vø lɛ̃.gʁa.ti.nɛg.zɔ.ʁa.blə] [saʁ.me dœ̃.nœj si fjɛʁ dœ̃ fʁɔ̃ si ʁə.du.ta.blə] | 13 13                       |